# Tavole (Prelà)
Tavole è una frazione di 101 abitanti del comune di Prelà, in provincia di Imperia. Fino al 1928 fu comune autonomo.

## Storia
Il toponimo Tavole ricorda la presenza in paese di maestri d'ascia che in epoca antica preparavano i legni - le tavole, per l'appunto - per le navi di Oneglia e Porto Maurizio.
Il territorio, così come l'odierno capoluogo comunale di Prelà, fu un antico possedimento dei vescovi di Albenga. Nel corso del XII secolo, così come altri centri vicini della valle del Maro e del Prino, fu assoggettato ai marchesi di Clavesana e successivamente ai conti di Ventimiglia (1233); quest'ultimi erano già gli organi preposti alla riscossione delle decime per conto del clero ingauno.
Il territorio di Villatalla fu compreso poi nella castellania di Pietralata Inferiore - con centro a Costiolo e giurisdizione anche su Valloria - che passò all'amministrazione dei Grimaldi alla famiglia Doria (in particolare ad Antonio e Raffaele Doria) dopo la vendita dei primi tra il 1333 e il 1337. Unita alla castellania di Pietralata Superiore, la proprietà passò poi ai fratelli Ceva, a Giacomo Doria e ancora al conte Tebaldo Lascaris di Ventimiglia; con l'acquisto nel 1579 da parte del duca Emanuele Filiberto di Savoia, tutto il territorio di Prelà e borghi annessi fu assoggettato al Ducato di Savoia e, con il successivo Regno di Sardegna, dal 1723 compreso nella provincia di Oneglia.
Con la dominazione napoleonica Tavole si costituì in municipalità che fu compresa dal 1801 tra i confini della Repubblica Ligure inserendosi nel cantone degli Ulivi della giurisdizione degli Ulivi (capoluogo Oneglia e Porto Maurizio come capo cantone). Dal 1805 al 1814 con il Primo Impero francese, tra accorpamenti municipali e nuove modifiche, tutto il territorio fu inserito sotto il cantone di Oneglia del Dipartimento di Montenotte. Alla caduta di Napoleone, il congresso di Vienna del 1814 stabilì l'annessione nel Regno di Sardegna che inquadrò questa parte del territorio nella provincia di Oneglia; nel 1818 rientrò nel mandamento di Prelà della provincia di Oneglia, nella divisione di Nizza. Con il passaggio nel successivo Regno d'Italia, dal 1859 al 1926 il comune di Tavole fu compreso nel III mandamento di Dolcedo del circondario di Porto Maurizio facente parte della provincia di Nizza (poi provincia di Porto Maurizio e, dal 1923, di Imperia).
Il regio decreto del 1928 sancì la soppressione del comune di Tavole e l'unione, come frazione, al territorio comunale di Prelà.

## Monumenti e luoghi d'interesse

### Architetture religiose
- Chiesa parrocchiale della Santissima Annunziata. Originariamente la chiesa, originaria del XV secolo[2], era dedicata a sant'Agostino[2]. La struttura fu ampliata e rifatta nelle forme barocche nel corso del 1729[2] su progetto, probabilmente, di Giacomo Filippo Marvaldi[2]; della precedente chiesa rimane la parte inferiore della torre campanaria con un piano di monofore e uno di bifore e tracce di colonne e capitelli sul sagrato. Al suo interno, tra le opere ivi conservate, il polittico del 1537[2] di Agostino da Casanova raffigurante la Madonna del Soccorso. Presso l'altare maggiore il dipinto dell'Annunciazione di Francesco Carrega. Tra le opere scultoree: il gruppo della Vergine e i Turchi[2], portata in processione nelle festività patronali, realizzato nel 1888 a Roma da Antonio Biondi; Santa Marta, statua lignea policroma datata al XII secolo[2].
- Oratorio di San Carlo, nella borgata Villa.
- Oratorio di San Benedetto Revelli, nella borgata Revelli.
- Oratorio di San Rocco, nella borgata Novelli.
- Santuario della Madonna del Piano, eretta in una zona pianeggiante presso la frazione, al quale si accede per mezzo di una strada sterrata che proviene dalla borgata Novelli lungo la quale si trovano le 14 edicole della Via Crucis.
- Chiesetta campestre di Santa Marta.
- Chiesetta campestre della Santissima Trinità.
- Chiesetta campestre della Natività di Maria.

## Economia
L'economia del paese è legata principalmente all'agricoltura, specialmente all'olivicoltura.